# Khazal Khan
Khazal Khan (vers 1860 - Teheran, 27 de maig de 1936) fou xeic de Muhammara. El 1861 a la mort del xeic Hadjdji Djabir Khan, els caps de la tribu dels muhasayn, que vivien en majoria a territori persa, van nomenar cap a Mizal Khan, cinquè fill del difunt, però es va fer impopular per la seva avarícia i el 2 de juny de 1897 fou assassinat a Fallahiyya junt al seu nebot Abd al-Djalil, per tres esclaus negres que eren els braços executors d'un complot dirigit pel seu germà Khazal i per un cosí, Salman ibn Mansur. Com que Mizal no tenia fills fou proclamat xeic Khazal, tot i l'oposició del governador persa d'Arabistan Sardar Akram que afavoria a un cosí de nom Abud, però finalment Khazal fou confirmat pel xa l'abril de 1898 rebent el laqab de Muizz al-Sultana.
Khazal va seguir la política de son germà que consistia a ampliar els territoris dominats. El 1897 va sotmetre la tribu Kab i la tardor del 1898 va fer una expedició contra els Bawiyya. El 1902 es va oposar al projecte del govern central d'establir duaners belgues a l'Arabistan i el maig de 1902 fou nomenat director general de duanes per l'Arabistan; des del 1904 tenia de facto el poder de nomenar els governadors d'Ahwaz i de Mashur; el 1905 va ajudar el govern central a recaptar els impostos que els Banu Turuf portaven endarrerits des d'abans del 1903 i va signar un tractat amb els britànics que el van reconèixer com a xeic.
El 1908 es va descobrir petroli i el 1909 Khazal autoritzà l'explotació i cedí els terrenys per una refineria a Abadan. Des de 1910 fou comendador de l'orde de l'imperi britànic. El 1913 Pèrsia i Turquia van ratificar el tractat d'Ard Roum, però amb una clàusula addicional que reconeixia la sobirania del xeic de Muhammara sobre la regió d'Arabistan. El 1914 va donar suport als britànics contra Turquia i quan l'Imperi Otomà va caure la regió va adquirir un estatus d'autonomia.
Després de la guerra els britànics li van recomanar arribar a un acord amb Rida Khan. El novembre de 1923 Khazal va arribar a un acord amb el govern central sobre els impostos; Khazal es va inquietar el 1924 quan Rida Khan va fer una expedició contra els luris i va refusar anar a Teheran i l'agost va anunciar que resistiria per la força a Rida si calia; la intervenció britànica no va ser suficient i el xa va revocar els signants de 1903 i Khazal fou acusat de violar les lleis de Pèrsia (setembre de 1924). Els britànics el van abandonar.
Khazal va presentar excuses per les seves declaracions el desembre de 1924, però l'exèrcit persa va entrar als dominis del xeic el 19 d'abril de 1925 i en poques setmanes van ocupar la regió de la que fou nomenat governador Fadl Allah Khan Zahidi; Khazal fou arrestat en un vaixell a Muhammara i portat a Teheran on va ser obligat a abdicar en el seu fill Jasseb que es va reconèixer vassall persa i va denunciar els tractats amb altres països excepte Pèrsia; Khazal va restar en residència vigilada.
Arabistan fou reanomenat Khuzestan i la llengua àrab fou prohibida a nivell oficial. Les tribus àrabs foren hostils al nou govern i els antics soldats de Khazal es van revoltar el juliol de 1925 dirigit per Shalash i Sultan, que van proclamar la independència a Muhammara i van hissar la bandera nacional adoptada el 1920 (substituint a una bandera blanca llisa): roja, blanca i negra horitzontal amb un estel verd de cinc puntes dins d'un cercle verd. El vermell representava la independència, el sacrifici i la defensa del país; el blanc, la pau, la puresa i l'amistat; el negre, la foscor de les profunditats marines; l'estel la grandesa i la glòria de la nació àrab; i el cercle el poble a l'entorn d'al-Ahwaz. L'artilleria persa va posar fi a la revolta força aviat. Poc després una nova revolta dirigida pel xeic Abdel Mohsen al-Khaqani va tenir igualment com a centre a Muhammara, però fou controlada. El 1928 es va revoltar Mohieddine al-Zebaq, cap de les tribus Churfa, a Al-Hawizah, formant un govern que va resistir sis mesos. El 1929 es va revoltar xeic Hadi Kashef al-Ghata, rebel·lió que va persistir a baix nivell fins al 1939, pràcticament tres anys després de la mort de Khazal.
Després de la seva mort les revoltes van seguir (el 1940 el xeic Haidar al-Kaabi es va revoltar a al-Minauw, però fou capturat i executat. El 1943 es va revoltar el seu fill Jasseb al que va seguir el seu germà Abd Allah el 1945, i el 1946 el partit As Saadah, dirigit per Husein Fatami, que va acabar executat pels perses; i el 1949 es va revoltar Jounos al-Assi a al-Besitien també de manera efímera), però el poder àrab a l'Arabistan ja no es va recuperar.